# Portes-en-Valdaine
Portes-en-Valdaine är en kommun i departementet Drôme i regionen Auvergne-Rhône-Alpes i sydöstra Frankrike. Kommunen ligger i kantonen Montélimar 2e Canton som tillhör arrondissementet Nyons. År 2022 hade Portes-en-Valdaine 455 invånare.

## Befolkningsutveckling
Antalet invånare i kommunen Portes-en-Valdaine
Referens:INSEE